# Odontoglossum astranthum
Odontoglossum astranthum là một loài thực vật có hoa trong họ Lan. Loài này được Linden & Rchb.f. mô tả khoa học đầu tiên năm 1867.